# Acronychia schistacea
Acronychia schistacea är en vinruteväxtart som beskrevs av T.G. Hartley. Acronychia schistacea ingår i släktet Acronychia och familjen vinruteväxter. Inga underarter finns listade i Catalogue of Life.